# ليانتور
ليانتور (بالروسية: Лянтор) هي إحدى مدن روسيا في الكيان الفدرالي الروسي أوكروغ خانتي - مانسي الذاتية.